# Ростока (Мукачевский район)
Ро́стока (укр. Розтока) — село в Ждениевской поселковой общине Мукачевского района Закарпатской области Украины.
Население по переписи 2001 года составляло 483 человека. Почтовый индекс — 89141. Телефонный код — 3136. Занимает площадь 1,628 км². Код КОАТУУ — 2121585001.
Через село протекает река Жденевка.